# Smoky Mountain 200 1968
Smoky Mountain 200 1968 var ett stockcarlopp ingående i Nascar Grand National Series (nuvarande Nascar Cup Series) som kördes 25 juli 1968 på den 0,5 mile (804,672 m) långa ovalbanan Smoky Mountain Raceway i Maryville i Tennessee. Totalt avverkades 100 miles (160,934 km) fördelat på 200 varv. Banunderlaget var asfalt. Loppet vanns av Richard Petty i en Plymouth på tiden 1:23.54 körande för Petty Enterprises. Pettys snitthastighet uppgick till 71,513 mph. Det var Pettys 85:e vinst av totalt 200 i karriären. Prispotten uppgick till 5 355 dollar, varav 1 200dollar gick till segraren.

## Resultat
| Plc     | Nr | Förare         | Team/ bilägare           | Konstruktör | Start | Varv | Ledda varv |
| ------- | -- | -------------- | ------------------------ | ----------- | ----- | ---- | ---------- |
| 1       | 43 | Richard Petty  | Petty Enterprises        | Plymouth    | 2     | 200  | 161        |
| 2       | 29 | Bud Moore      | Bondy Long               | Ford        | 4     | 200  | 0          |
| 3       | 17 | David Pearson  | Holman Moody             | Ford        | 3     | 199  | 0          |
| 4       | 3  | Buddy Baker    | Fox Racing               | Dodge       | 6     | 199  | 0          |
| 5       | 48 | James Hylton   | Hylton Engineering       | Dodge       | 8     | 197  | 0          |
| 6       | 64 | Elmo Langley   | Langley-Woodfield Racing | Ford        | 10    | 192  | 0          |
| 7       | 49 | G.C. Spencer   | GC Spencer Racing        | Plymouth    | 12    | 188  | 0          |
| 8       | 28 | Earl Brooks    | Brooks Racing            | Ford        | 13    | 186  | 0          |
| 9       | 20 | Clyde Lynn     | Negre Racing             | Ford        | 23    | 184  | 0          |
| 10      | 70 | J.D. McDuffie  | McDuffie Racing          | Buick       | 16    | 184  | 0          |
| 11      | 1  | Sam McQuagg    | King Enterprises         | Dodge       | 11    | 173  | 0          |
| 12      | 01 | Paul Dean Holt | Dennis Holt              | Ford        | 19    | 160  | 0          |
| 13      | 4  | John Sears     | DeWitt Racing            | Ford        | 21    | 158  | 0          |
| 14      | 06 | Neil Castles   | Neil Castles             | Plymouth    | 14    | 134  | 0          |
| 15      | 76 | Ben Arnold     | Don Culpepper            | Ford        | 25    | 129  | 0          |
| 16      | 45 | Bill Seifert   | Seifert Racing           | Ford        | 20    | 112  | 0          |
| 17      | 2  | Bobby Allison  | J.D. Bracken             | Chevrolet   | 9     | 102  | 0          |
| 18      | 9  | Roy Tyner      | Roy Tyner                | Pontiac     | 24    | 70   | 0          |
| 19      | 19 | Henley Gray    | Gray Racing              | Ford        | 18    | 55   | 0          |
| 20      | 25 | Jabe Thomas    | Robertson Racing         | Ford        | 22    | 50   | 0          |
| 21      | 51 | Stan Meserve   | Margo Hamm               | Dodge       | 15    | 47   | 0          |
| 22      | 71 | Bobby Isaac    | K&K Insurance Racing     | Dodge       | 1     | 42   | 39         |
| 23      | 5  | Pete Hamilton  | Rocky Hinton             | Ford        | 7     | 40   | 0          |
| 24      | 39 | Friday Hassler | Red Sharp                | Chevrolet   | 5     | 38   | 0          |
| 25      | 18 | Dick Johnson   | Dick Johnson             | Ford        | 17    | 37   | 0          |
| 26      | 34 | Wendell Scott  | Scott Racing             | Ford        | 26    | 7    | 0          |
| Källor: |    |                |                          |             |       |      |            |